# Ådne Søndrål
Ådne Søndrål, né le 10 mai 1971 à Notodden, est un patineur de vitesse norvégien notamment champion olympique sur 1 500 mètres en 1998 et quatre fois champion du monde.

## Carrière
Pendant sa carrière, Ådne Søndrål remporte trois médailles olympiques sur 1 500 mètres : l'or en 1998 avec le record du monde, l'argent en 1992 et le bronze en 2002. Il est aussi quatre fois médaillé d'or et six fois médaillé d'argent aux championnats du monde entre 1996 et 2001, sur 1 000 mètres et 1 500 mètres,.

## Records personnels
| Distance      | Temps          | Année |
| ------------- | -------------- | ----- |
| 500 mètres    | 35 s 72        | 2000  |
| 1 000 mètres  | 1 min 8 s 15   | 2002  |
| 1 500 mètres  | 1 min 45 s 26  | 2002  |
| 5 000 mètres  | 6 min 40 s 53  | 1999  |
| 10 000 mètres | 14 min 13 s 12 | 1999  |